# ガターパンク

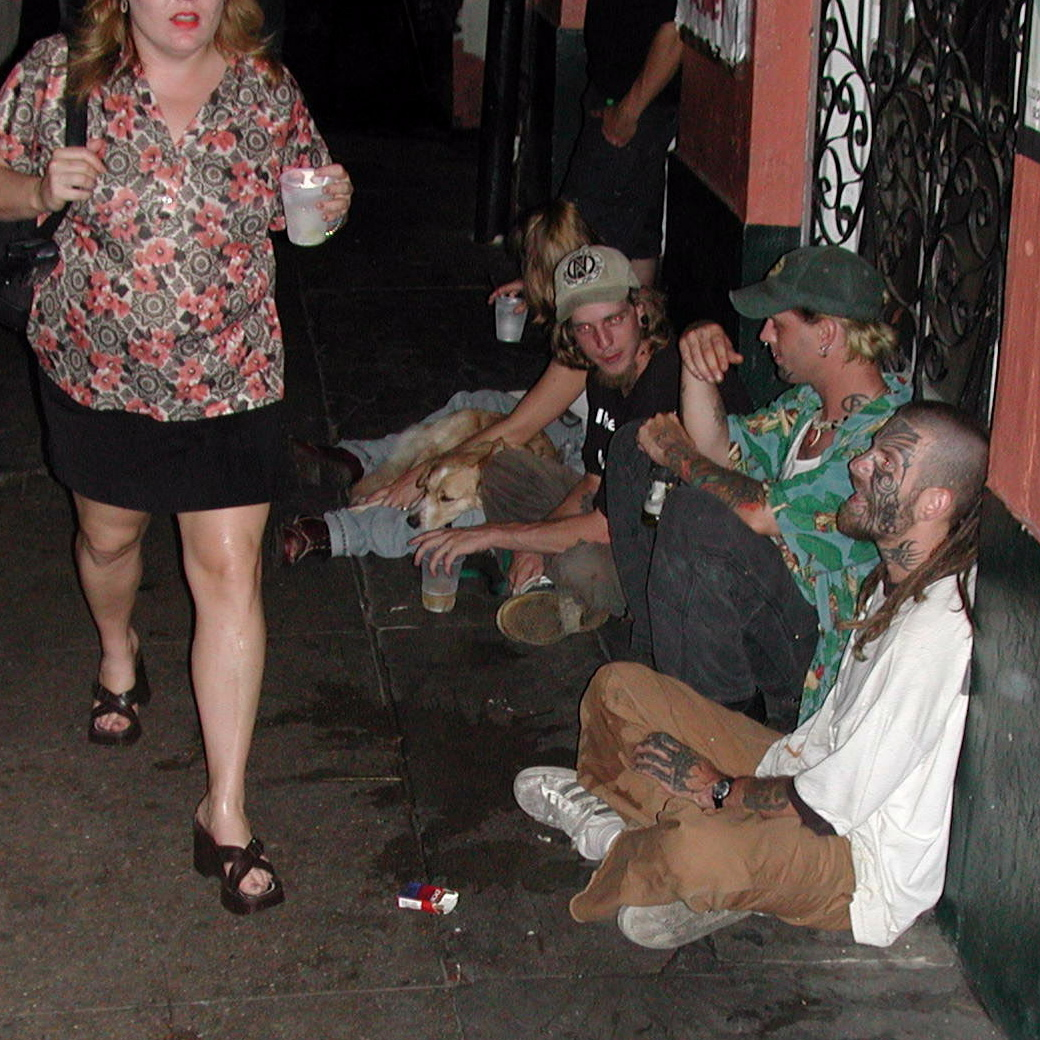
ルイジアナ州ニューオーリンズのガターパンク集団（2002年5月）

ガターパンク（英語: gutter punk、もしくはウーグル(英語: oogle)）とはパンクサブカルチャーを取り入れた様々な物理的特徴を表現することが常にではないが多いホームレスもしくは一時的に行ってる人物である。ドレッドロックスや鼻輪、モヒカン刈り、入れ墨をした顔が特徴とされる。時折、「ウーグル」、トラベラーキッズ、ホーボーと呼ばれることもある。一部の自称ガターパンクはクラスティーズやバイス・バーサと区別されるとしている。

## 旅行
もっとも重要とされる側面が短時間「貨物列車に乗ること」だが、ヒッチハイクで旅行することもある。多くはアメリカ合衆国に何千もある都市をいくつか旅行したりするが、しばしば主要都市に集まっている。一部はCスクワットのような廃建築物に居座っている。
旅行の時、ボックスカーに閉じ込められてしまうリスクが伴うとされ特に危険な積荷がある場合しばしば発生しており、積荷を移すためにI型梁のボックスカーが突然停止した時に4人のガターパンクが死亡する事故も起きている。また、行き先など自分たちを他人にアピールするために乗っている車に落書きすることも多く、日付とイニシャルにNBD（北方面）やEBD（東方面）、もしくは線路を横切ることを示す二重線を書くことが多い。

## 生活
多くの場合自発的に仕事を辞めていて、物乞いを行っており小銭の施しを求めるアピールをする人もいる。メーン州ではブルーベリー、ミネソタ州では砂糖を集めるなど、農作物を売ることでお金を稼ぐ人も多い。さらに臨時的な仕事をするガターパンクもいる。
生鮮食品ではないスパム、豆類、ラーメン、シェフ・ボヤーディーがよく食べられるとされるが、フードスタンプを集めることもある。ブンゼンバーナーとフライパンを持って旅行しているというあるガターパンクは友人とともに「一日中橋の下でステーキを焼いてワインを飲む」など派手なことをするためにフードスタンプを使うという。
旅行時には安全を期したり人と交流するため犬を連れるガターパンクも多いが、犬を列車に乗せるのに苦労している。

## 薬物とアルコール
薬物やアルコールの問題を抱えるガターパンクもいて薬物依存症、アルコール依存症のみならずヘロインやクラック・コカインといったハードドラッグに依存する人もいる。物乞いをしているとあるガターパンクはもし稼いだ金を最初にビールに使わなければ、20ドルでコンサートチケットを買うことを計画していると話した。

## 集まる都市
とりわけ、カリフォルニア州サンフランシスコのヘイト・アシュベリー地区、バークレー、オレゴン州ポートランド、ルイジアナ州ニューオーリンズ、ニューヨーク市イースト・ヴィレッジ、ウィリアムズバーグにガターパンクが集結するとされる。

## 関連資料
- Tearing Down the Streets: Adventures in Urban Anarchy. pp. 46–47.
- My World: Ramblings of an Aging Gutter Punk. 191 pages.
- "Young Anger Is Gathering On The Streets – Gutter Punks Reject Mainstream In U.S. As Inane, Hypocritical". The Seattle Times (originally published in Washington Post).
- LeDuff, Charlie (1997年9月21日). “Making it Work; Runaway Girl”.  The New York Times. 2014年5月5日閲覧。